# Dmitri Seniavine
Pour les articles homonymes, voir Seniavine.
Dmitri Nikolaïevitch Seniavine (en russe : Дмитрий Николаевич Сенявин), né le 17 août 1763 près de Borovsk, mort le 5 avril 1831 à Saint-Pétersbourg, est un amiral russe, considéré comme l'un des plus grands marins des guerres napoléoniennes.

## Biographie

### Débuts sur mer
Membre de la famille Seniavine dont furent issus de célèbres marins dont son grand-oncle Naoum Akimovitch Seniavine, il est le fils du vice-amiral Nikolaï Ivanovitch Seniavine, gouverneur du port de Kronstadt de 1773 à 1775. Diplômé du Corps naval des cadets en 1780, la notoriété familiale lui permet d'acquérir une rapide promotion. Après avoir empêché le naufrage d'un navire lors de l'expédition de Narva, le prince Grigori Potemkine lui confie en récompense une tâche très importante, le transport d'un courrier diplomatique destiné à l'ambassade russe de Constantinople. En 1780, il prend part à une expédition à Lisbonne, puis rejoint la Flotte de la mer Noire lors de sa création en 1783 et apporte son aide lors de la construction de la base navale de Sébastopol. En 1782, il sert dans la Flotte de la mer d’Azov.
Au cours de la Guerre russo-turque de 1787-1792, sous le commandement de l'amiral Fiodor Fiodorovitch Ouchakov, Dimitri Nikolaïevitch Seniavine participe à la bataille de l'Île des Serpents le 14 juillet 1788). Il se rend à Saint-Pétersbourg afin d'annoncer à Catherine II de Russie la grande victoire remportée sur la flotte ottomane. Commandant du navire de guerre Navarchia au cours de la bataille du cap Kaliakra (en) (11 août 1791) sur la mer Noire (aujourd'hui en Bulgarie), il se distingue particulièrement mais montre un manque de patience envers l'approche prudente d'Ouchakov et agit sans toujours prendre en compte son autorité, ce qui entraîne sa mise aux arrêts et une menace de rétrogradation. C'est Grigori Potemkine qui réconcilie finalement Dimitri Nikolaïevitch Seniavine avec son chef : dans sa lettre adressée à Fiodor Fiodorovitch Ouchakov, le prince fait remarquer à l'amiral que Dimitri Seniavine pourrait devenir le plus grand amiral que la Russie ait jamais connu.

### Campagnes en Méditerranée
Au cours de l'expédition en Méditerranée de l'amiral Fiodor Fiodorovtich Ouchakov contre la République des Sept-Îles, alors protectorat de la République française, Seniavine prend le commandement du vaisseau de ligne Saint-Pétersbourg armé de 72 canons. Il dirige l'assaut de la forteresse française de Saint-Maure à Leucade en 1798 et débarque à Corfou qui capitule le 3 mars 1799 à l'issue d'un siège de trois mois et demi. Après cette expédition, il administre les ports de Kherson et de Sébastopol. En 1804, il est promu contre-amiral et l'administration du port de Reval lui est confiée.

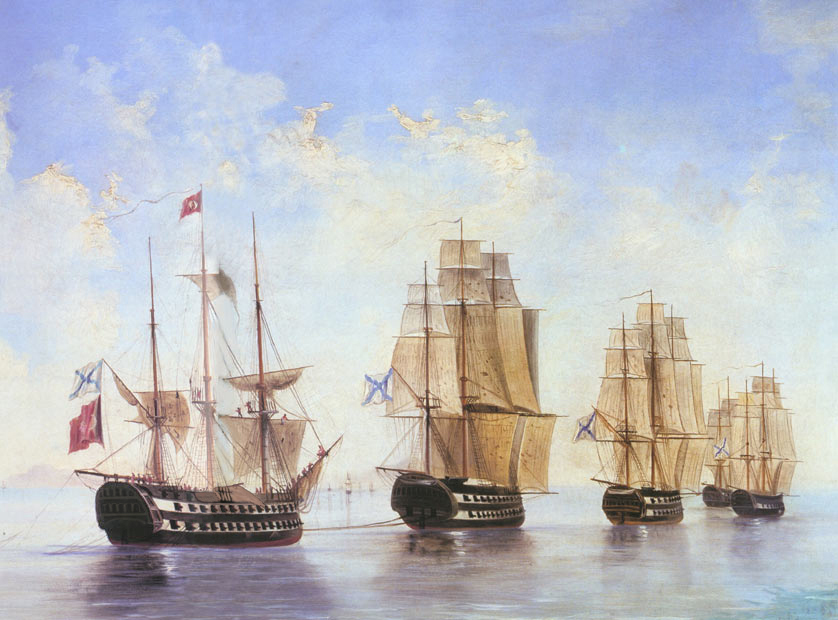
La flotte russe de Seniavine après la.

En 1806, Alexandre Ier de Russie veut s'opposer à l'expansion de Napoléon Ier vers la mer Adriatique et les Balkans à la suite de la campagne de Dalmatie : il prépare une nouvelle expédition, avec pour commandant en chef le vice-amiral Seniavine. La flotte bénéficie pour cela d'un port d'attache à Corfou dans la République des Sept-Îles, devenue protectorat russe. En septembre 1806, le vice-amiral réaffirme le contrôle du sud de la mer Adriatique, il perturbe le commerce maritime du port de Raguse et se tient prêt à attaquer Lesina (Hvar en croate). Il trouve un allié sur place dans le prince-évêque orthodoxe du Monténégro, Petar I Petrović-Njegoš, qui s'engage à apporter son soutien sur terre.
Les Autrichiens, après la défaite d'Austerlitz, signent le traité de Presbourg (26 décembre 1805) par lequel ils abandonnent à la France la Dalmatie et les Bouches de Kotor. Seniavine, ne se croyant pas lié par ce traité, occupe les îles de Curzola et Lissa dans l'Adriatique, ainsi que Cattaro (Kotor). La campagne de Dalmatie tourne au détriment des Russes qui ne peuvent empêcher les Français de prendre Raguse (Dubrovnik), mais conservent Cattaro et les îles Ioniennes.
Dans le même temps, une nouvelle guerre oppose la Russie à l'Empire ottoman (guerre russo-turque de 1806-1812) : l’escadre de Seniavine reçoit l'ordre de mettre le cap sur la mer Égée afin de mener une attaque contre Constantinople (Istanbul).
Quelques jours avant l'arrivée de la flotte russe, l'amiral britannique John Thomas Duckworth avait échoué dans son opération des Dardanelles (en) du 19 février 1807 où il avait perdu 600 hommes sous les feux des batteries côtières ottomanes mises en défense par le général français Horace Sébastiani ; à la suite de cet échec, Duckworth refuse de se joindre à la flotte russe et lance une malheureuse expédition contre Alexandrie. Sans aucune aide étrangère, les Russes lancent donc une attaque en mer Égée contre des Ottomans en supériorité numérique. Le 24 février 1807, Seniavine atteint le détroit des Dardanelles et, en mars 1807, il prend l'île de Ténédos, base qui lui permet d'établir un blocus d'Istanbul.
La ville, coupée de son approvisionnement par la flotte russe, se trouve dans un état de précarité extrême. Le manque de nourriture provoque des émeutes. Le sultan ottoman Selim III est renversé par une révolte des janissaires le 29 mai 1807 et remplacé par son cousin Mustafa IV. Ce dernier ordonne à la flotte ottomane de briser le blocus. La flotte ottomane affronte l'escadre de Seniavine aux abords du détroit des Dardanelles (bataille des Dardanelles, 11 mai 1807), puis à la bataille du mont Athos (en), le (16 juin 1807. La marine impériale russe sort victorieuse de ces deux engagements navals. Une trêve est signée entre les deux puissances le 12 août 1807.
Toutefois, l'activité de Seniavine est ignorée par Alexandre Ier qui signe avec Napoléon Ier le traité de Tilsit les 7 juillet et 9 juillet 1807 par lequel la Russie renonce à ses possessions méditerranéennes.

### Internement par les Britanniques
Le 12 août 1807, Seniavine est informé de la signature du traité de Tilsit qui entraîne la perte de toutes ses conquêtes et un renversement de la situation internationale : Napoléon Ier devient l'allié de la Russie qui doit donc rompre son alliance avec la Grande-Bretagne. Le 14 août 1807, un accord entre le vice-amiral russe et l'amiral britannique Cuthbert Collingwood prévoit le départ des forces russes de Méditerranée. Huit jours plus tard, une grande partie de l'escadre russe (cinq vaisseau de ligne, quatre frégates, quatre corvettes, quatre bricks) reçoit l'ordre de revenir à Sébastopol par les détroits turcs, le reste de la flotte devant gagner la mer Baltique : Seniavine est nommé commandant de la Flotte de la Baltique où la guerre russo-suédoise (1808-1809) se prépare.
L'île de Ténédos est évacuée le 25 août 1807. Le 1er septembre 1807, le Sénat de Corfou reconnaît l'autorité française et, le 19 septembre, Seniavine fait retirer les forces russes des îles Ioniennes.
Les relations entre la Russie et la Grande-Bretagne, déjà tendues, tournent au conflit ouvert après le bombardement de Copenhague, le Danemark étant sous protection russe. Le 26 octobre 1807, le tsar déclare formellement la guerre au Royaume-Uni : dès le début de la guerre anglo-russe, les vaisseaux russes présents dans les ports britanniques sont saisis.
L'accord avec les Britanniques prévoyait que la flotte de Seniavine rejoindrait directement Saint-Pétersbourg mais, le 30 octobre 1807, une tempête la contraint à pénétrer dans le Tage et jeter l'ancre dans le port de Lisbonne. Cette escale forcée coïncide avec la première invasion française du Portugal : le 24 novembre 1807, l'armée française du général Jean-Andoche Junot met en fuite les Portugais à Abrantes. Le 29 novembre, Jean VI de Portugal quitte Lisbonne pour le Brésil en laissant la ville aux mains des Français tandis que la Royal Navy établit un blocus du port. Elle intercepte les navires russes considérés comme ennemis.
Dans cette situation très délicate, Seniavine se montre habile diplomate, réussissant à sauver ses navires de la destruction. Après avoir été informé de la situation de la flotte russe, Napoléon Ier adresse une protestation à l'ambassadeur de Russie et fait demander à Seniavine de renvoyer les officiers britanniques qui accompagnaient sa flotte pour les remplacer par des officiers français et allemands. Les ordres de Napoléon Ier sont poliment ignorés par Seniavine qui déclare qu'il n'a pas l'intention de risquer la vie de ses marins dans cette guerre inutile contre d'anciens alliés et déclare par conséquent sa neutralité.
En juillet 1808, Seniavine et ses navires, toujours bloqués à Lisbonne, reçoivent à plusieurs reprises la visite des chefs français Junot, récemment nommé duc d'Abrantès, et Kellermann, duc de Valmy qui lui demandent de les aider dans leurs opérations militaires dirigées contre les Portugais et les Espagnols. Seniavine répond qu'il n'a pas l'autorisation du tsar et que son pays n'est pas en conflit avec ces pays, ajoutant que ni les menaces ni les promesses ne pourraient le faire changer d'avis.
Les Français, défaits par Arthur Wellesley, futur duc de Wellington, à la bataille de Vimeiro le 21 août 1808, sont contraints de quitter le Portugal. Seniavine, avec sept vaisseaux de ligne et une frégate, se trouve face à une flotte britannique de quinze vaisseaux de ligne et dix frégates, sans omettre les batteries côtières. Les Britanniques auraient pu aisément anéantir le reliquat de la flotte russe mais Seniavine, refusant de se rendre, menace de saborder ses navires et d'incendier Lisbonne au cas où les Britanniques l'attaqueraient. Un accord est signé entre Seniavine et l'amiral britannique Charles Cotton, stipulant que l'escadre russe serait escortée par les navires de la Royal Navy jusqu'à Londres sans l'abaissement des pavillons russes. En outre, Seniavine assumerait le commandement suprême de l'ensemble de la flotte anglo-russe. Deux navires russes (le Rafale et le Iaroslav) restent provisoirement ancrés à Lisbonne pour des réparations.
Le 31 août 1808, l'escadre de Seniavine appareille et quitte le Portugal pour Portsmouth. Le 27 septembre 1808, l'Amirauté britannique est informé de l'ancrage de navires ennemis dans le port de Portsmouth avec leurs pavillons flottants au vent comme en temps de paix. Le maire de Londres déclare l'accord de Lisbonne très mauvais pour le prestige et la réputation de la Grande-Bretagne, beaucoup de personnalités de l'Amirauté partageant son avis. Sous divers prétextes la flotte russe est donc retenue dans le port britannique, puis l'hiver rend impossible son retour en Baltique. Les Britanniques insistent sur le fait que l'escadre russe devait naviguer vers Arkhangelsk sous peine d'être interceptée par la marine suédoise. En 1809, le départ est retardé par l'expédition de Walcheren (du 30 juillet au 9 décembre 1809) menée par les Britanniques contre le royaume de Hollande. Enfin, le 5 août 1809, la flotte russe affamée reçoit l'autorisation de quitter Portsmouth pour Riga où elle arrive le 9 septembre 1809.

### Disgrâce
Du fait de sa désobéissance aux ordres du tsar, Seniavine se voit retirer tout commandement sur mer. Lors de l'invasion de la Russie par les troupes napoléoniennes (1812), il administre le port de Reval et ne prend aucune part au conflit russo-français. En 1813, le vice-amiral présente sa démission qui est refusée. Lorsque commence la guerre d'Indépendance grecque en 1821, les insurgés demandent au tsar l'envoi du célèbre Seniavine "pour leur aide", mais la requête est rejetée.
Le nom de Dimitri Seniavine reste si populaire dans la marine impériale de Russie qu'en 1825, la conspiration des Décembristes prévoit de le nommer membre du gouvernement en cas de succès.
Lors de l'accession au trône de Nicolas Ier de Russie (1er décembre 1825), Dimitri Seniavine est rappelé en service actif. La Russie se préparant à ouvrir un nouveau conflit avec la Turquie, le nouveau tsar le nomme commandant de la Flotte de la Baltique et le promeut au grade d'adjudant-général. En 1826, il est promu amiral et accompagne l'escadre de l'amiral Login Geiden en Méditerranée. Les flottes anglo-franco-russes remportent la bataille de Navarin le 20 octobre 1827.

### Postes politiques et distinctions
- membre d'honneur de l'Académie des sciences de Saint-Pétersbourg, (1826)
- membre du Conseil d'État
- sénateur (6 décembre 1826).
- Ordre de Saint-Alexandre Nevski
- Ordre de Saint-Vladimir (4e classe)
- Ordre de Saint-Georges (4e classe)
- Ordre de Sainte-Anne (2e classe)

### Décès et inhumation
Dimitri Nikolaïevitch Seniavine, tombé gravement malade, décède le 5 avril 1831. Il est inhumé avec tous les honneurs en présence du tsar au cimetière du monastère Alexandre Nevsky à Saint-Pétersbourg.

## Navires russe et soviétiques

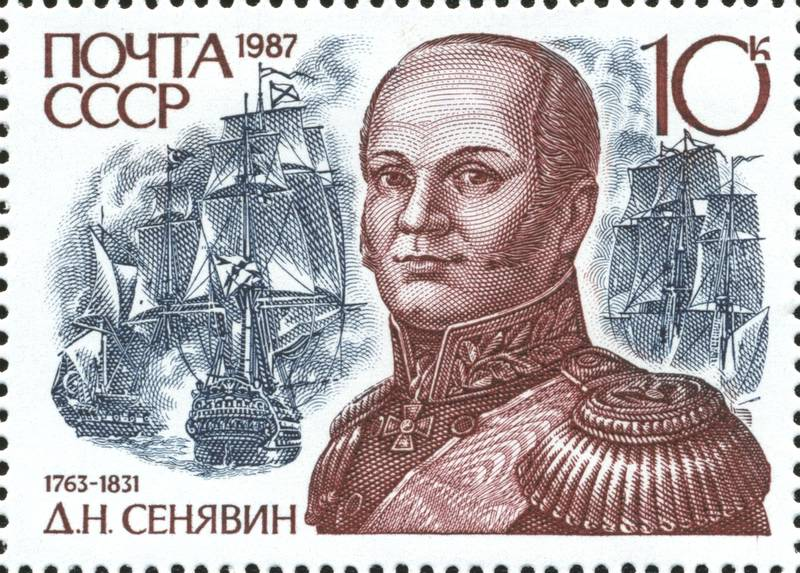
Timbre soviétique de 1987 commémorant Seniavine.

Plusieurs navires de guerre de la Marine impériale de Russie et de l'Union soviétique portèrent son nom notamment celui placé sous le commandement de Nicolas Ier de Russie.
- Amiral Seniavine, cuirassé de défense côtière capturé à la bataille de Tsushima le 28 mai 1905, incorporé dans la flotte impériale du Japon il navigua sous le nom de Mishima ;
- Amiral Seniavine, croiseur soviétique de classe Sverdlov lancé le 25 juin 1953.

### Sources et bibliographie
- Plavanie eskadry pod nachalstvom vitse-admirala Senyavina v i Sredizemnoe plus vozvrashchenie komandy EYO v Rossiyu, 1805-1809. Kronstadt, 1885. Kronstadt, 1885.
- V. Goncharov, Amiral Senyavine, Moscou-Leningrad (1945)
- D. Divin, K. Fokeev, Amiral Senyavine D.N. Moscou (1952)
- Evgeny Tarbé, Expédition en Méditerranée de Senyavine (1805-1807) Moscou (1954)
- A.L Shapiro, Senyavine Moscou (1958)
- Y.V Davydov, Senyavine Moscou (1972)